# Zaritsa
Zaritsa (bulgariska: Зарица) är ett distrikt i Bulgarien.   Det ligger i kommunen Obsjtina Glavinitsa och regionen Silistra, i den nordöstra delen av landet, 300 km öster om huvudstaden Sofia.
Omgivningarna runt Zaritsa är en mosaik av jordbruksmark och naturlig växtlighet. Runt Zaritsa är det ganska glesbefolkat, med 45 invånare per kvadratkilometer.